# Маљано Ветере
Маљано Ветере (итал. Magliano Vetere) је насеље у Италији у округу Салерно, региону Кампанија.
Према процени из 2011. у насељу је живело 214 становника. Насеље се налази на надморској висини од 654 м.

## Становништво
| 1951. | 1961. | 1971. | 1981. | 1991. | 2001. | 2011. |
| ----- | ----- | ----- | ----- | ----- | ----- | ----- |
| 1.547 | 1.471 | 1.366 | 1.178 | 1.024 | 889   | 739   |